# Белорусская народная сказка
Белорусские народные сказки — произведения устного творчества белорусского народа.
В белорусском фольклоре сказки являются наиболее разнообразным жанром. Среди других видов сказок наиболее богато представлены сказки о животных, автор исследования «Русская народная сказка: исторія собиранія и изученія» (1914), С. В. Савченко, отмечал, что «сказки о животных — это поистине перлы белорусского сказочного эпоса».
В сборниках белорусских сказок, составленных в XX веке, особенно в сборниках фольклориста Сержпутовского, преобладают сказки-новеллы о повседневной жизни крестьян, сатирические сказки, направленные против барства и духовенства. «Литературная энциклопедия» заключает на этом основании об общей эволюции сказочного эпоса от фантастики к реализму.
К жанру сказки примыкают легенды разнообразного характера: от космогонических до философских, с настроениями от мечтательно-созерцательных и выражающих покорность судьбе до бунтарских и заявляющих о социальных идеалах. Остатки былин, которые сами по себе почти не сохранились в белорусской литературе, включаются в сказки в форме побывальщины.

## Характеристика
Белорусские сказки, с одной стороны, характеризуются сходством со сказочным эпосом других славянских народов, особенно ближайших соседей, с другой стороны, у них много отличительных черт, благодаря чему создается своеобразное цельное пространство персонажей, тем и сюжетов. Белорусским сказкам свойственны глубокая народная мудрость, высокая поэтичность образов, несокрушимая и светлая вера в человека, в его силы и возможности, нравственное целомудрие и чистота, неподражаемый юмор и острая сатира, простота и доступность содержания, занимательность повествования.
Основной особенностью белорусского сказочного фольклора является сильная мифологическая основа и сохранение многочисленных знаний о быте и представлении об окружающем мире людей прежних времен.
Около 50 сюжетных типов белорусских сказок не имеют аналогов в международных указателях сказочных сюжетов Аарне-Томпсона, Андреева и Кшижановского. Некоторые жанры у белорусов куда богаче, чем у соседей: к примеру, в белорусском репертуаре почти 500 сюжетов легендарных сказок, в украинском — 196, а в русском — 56. Советский исследователь М. В. Новиков насчитал в белорусских сказках 230 сюжетных типов (в украинских — 187, в русских — 144).
Отличительная особенность белорусского сказочного эпоса — сказки о героических великанах (велетах, осилках), побеждающих различных чудовищ («Кузнец-великан», «Вдовий сын»). К более поздним, по возникновению, относятся социально-бытовые сказки («Пану наука», «Мужик и пан», «Завистливый поп»). Многие белорусские сказки, особенно бытовые, пропитаны жизнерадостным юмором.

## Классификация
Условно белорусские сказки можно разделить на три основные группы:
- Сказки о животных
- Волшебные или мифические сказки
- Бытовые сказки, рассказы и анекдоты

Основные персонажи:
- Великаны (велеты, осилки): Вернидуб, Вернигора, Горыня, Микула Селянинович, Медведюк[7], Катигорошек
- Отрицательные герои: Поганый дракон, паны
- Находчивые герои: Жихарка, Нестерка

Каждая из групп белорусских сказок выделяется своими особенностями содержания, системой образов, характерными приемами художественного отражения действительности. Менее распространены сказки кумулятивные, авантюрные, новеллистические, докучные.

### Сказки о животных
Сказки о животных считаются наиболее древними по происхождению, содержательной сущностью своей они восходят ещё к таким ранним формам первобытного мировоззрения, как анимизм (одушевление) и антропоморфизм (очеловечивание). Нужно видеть в них также и далекие отголоски тотемизма. По своему содержанию сказки о животных являются соединением человеческого и животного элементов. Белорусские сказки о животных, по мнению многих авторитетных исследователей, богаты, разнообразны, выделяются высоким поэтическим мастерством и украшают сказочный эпос восточных славян.
Поведение животных в сказках отождествляются с деятельностью человека, эти сказки частично отразили в себе различные эпохи исторического развития восточных славян вообще и белорусского народа в частности.
Белорусские сказки о животных в большинстве случаев сохраняют и строгую, основанную на силе иерархию в отношениях между ними, что дает широкие возможности для показа социальных отношений в обществе, разделенном на антагонистические классы. Медведь — крепкий, поэтому он господствует над всем звериным царством (сказка «Дедова рукавичка»), несмотря на явную неповоротливость и неразумность. Его недалекостью широко пользуются в своих интересах другие хищники, которые обижают беззащитных зверей. Эти сказки очень напоминали слушателям жизнь, в которой крепкий царил над слабым, богатый над бедным. Сказки, которые обличали социальное неравенство и отражали критические отношения народа к религии, церкви и её служителям («Лиса-католичка», «Курица-рябушка»), приобрели сатирическое звучание.
В сказках о животных народ с уважением говорит о дружбе, искренней и бескорыстной помощи, стремлении к справедливости и решительно осуждает неблагодарность, предательство товарищей. С тонким юмором народ высмеивает чванство, зависть, трусость.

### Волшебные сказки
Волшебные сказки по своему происхождению также принадлежат к наиболее древним. Главное в их содержании — это мечты и чаяния людей на лучшую жизнь в будущем, их стремлении покорять себе силы природы и победить социальное зло, а также их борьба с чужеземными врагами-завоевателями. В основе многих волшебных сказок лежит социальный конфликт, который отразил исконное желание трудящихся избавиться от эксплуатации. В сказочном эпосе белорусского народа численно преобладают волшебные сказки, в которых действуют герои, способные на необычные поступки, нередко они вместе с помощниками побеждают злых чудовищ. В этих сказках проявляются мечты человека о лучшей жизни.
Существует ряд волшебных сказок, где рассказывается о превращении человека в животных («О ведьме, что мужика в собаку превратила», «Об охотнике», «Сказочник и поселенец»). Исследователи считают такой пласт сказок одним из древнейших и связывают его с тотемическими представлениями людей.
До нашего времени дошло много белорусских сказок и песен, сохранивших образы и сюжеты былин. В распространенной белорусской сказке «Иванка-простачок» видны следы былинного сюжета. Как и Илья Муромец, Иванка-простачок седьмя-сидел на печи тридцать три года. Его исцеляют три старца, после чего он идет бороться против помещиков, угнетателей белорусского народа. Служению общественному долгу и порабощенной родине подчинены все действия Иванки-простачка. В сказке используются былинные приемы гиперболизации для отражения храбрости и богатырской удали героя.

### Социально-бытовые сказки
Социально-бытовые сказки имеют более позднее происхождение. В них отражен рост классового сознания трудящихся, борьба против социального неравенства. Среди социально-бытовых сказок особо нужно выделить пласт антипанских и антицерковных сказок. Отрицательным персонажем белорусских антикрепостнических сказок почти всегда является пан-чужеземец. Предметом сатирического отражения в антиклерикальных сказках чаще всего являются такие типичные черты духовников, как ханжество и лицемерие, ненасытность и наглость, паразитизм и безнравственность. Собственно бытовые сказки изображают крестьянина в его повседневной жизни, прославляют трудолюбие, глубокий ум, остроумие и скромность простого человека, осуждают безделье, жадность, зависть и другие пороки. Многие бытовые сказки — юмористические, шуточные произведения. Социально-бытовые сказки охватывают широкий круг социальных проблем: трудная жизнь крепостного крестьянства, антагонистические противоречия в классовом обществе, высмеиваются эксплуатация трудящихся, вскрывается реакционная сущность церкви, критикуются людские пороки и недостатки.
По особенностям отражения действительности, по характеру художественного вымысла к социально-бытовым сказкам приближаются авантюрно-новеллистические.
Значительную часть белорусского сказочного эпоса составляют произведения, в которых высмеиваются и порицаются различные пороки в человеческом характере, например, непочтительное отношение к родителям, бестактность, зависть, глупость, стремление поживиться за чужой счет и многие другие. Такие произведения отражают этические и нравственные взгляды народа. Бытовые сказки утверждали идеал народного героя — смелого, мудрого, остроумного и решительного.
Известный русский писатель и литературный критик В. Г. Белинский считал, что бытовые сказки «в тысячу раз важнее всех богатырских сказок, потому что в них ярко отражается народный разум, народный взгляд на вещи и народный быт. В отношениях последнего они могут считаться самыми ценными историческими документами».

## Изучение
Собирание, публикация и изучение белорусских сказок, песен и других жанров фольклора относится к концу XVIII века. В первой половине XIX века выходит из печати ряд ценных сборников белорусского фольклора. Широкое собирание, публикация и исследование белорусского фольклора начинается во второй половине XIX века. В 1868 М. Дмитриев в Гродно издает ценный сборник «Опыт собирания песен и сказок крестьян Северо-Западного края». Через год он издает в Вильне «Собрание песен, сказок, обрядов и обычаев крестьян Северо-Западного края».
Много сделал в области сбора и публикации белорусского фольклора И. И. Носович. С 1886 года стали выходить сборники белорусского фольклора Е. Р. Романова под общим названием «Белорусский сборник» (9 выпусков), куда вошли 1200 народных песен и 321 сказка, сотни пословиц, загадок, заговоров. Это первый собиратель, который сам лично записывал белорусский фольклор.
Вторым крупным собирателем белорусского фольклора, в том числе и сказок, был П. В. Шейн, издавший сборник в четырёх книгах под общим названием «Материалы для изучения быта и языка русского населения Северо-Западного края».
Собиранием и изучением белорусских сказок занимались Е. Р. Романов, А. Н. Пыпин, А. Н. Веселовский, А. М. Лобода, В. Ф. Миллер, М. Федоровский, А. К. Сержпутовский, П. А. Бессонов, П. В. Шейн, Н. Я. Никифоровский, З. Ф. Радченко, В. Верига, А. О. Шлюбский и другие. Только в дореволюционное время было издано около ста сборников белорусского фольклора, но это лишь незначительная часть того, что существовало в народе.

## Известные сказители
Среди народных мастеров-сказочников дооктябрьской Беларуси выделялись Редкий и Аземша, от которых записывал материал в частности А. Сержпутовский. Редкий любил рассказывать как волшебные, так и реалистичные сказки, а Аземша в основном реалистичные сказки, народные анекдоты, в частности направленные против духовенства («Новый черт», «Мужик, пан и ксендз», «Завистливый поп»). Адам Богданович записал многие сказки со слов своей бабушки Рузали Осьмак, которую считал исключительно талантливой рассказчицей.

## Оценки
Известный сказковед С. В. Савченко говорил:
... можем смело утверждать, что по живости и красоте рассказа белорусские сказки не имеют себе равных
Белорусские сказки попали в известные сборники русских сказок А. Н. Афанасьева, в сборник «Bajarz polski» А. Глинского и получили у фольклористов высокую оценку. Они популярны не только у соседей, например, с 1966 по 1980 г. в Германии сборник избранных белорусских сказок на немецком языке «Belorussische Volksmarchen» переиздавался десять раз. Из 122 сказок, вошедших в сборник, 36 являются переводом впервые опубликованных белорусских сказок, записанных известным специалистом по сказкам Львом Барагом. Он также является автором подробного научного комментария к сказочным текстам и послесловию к этому сборнику.

## Современные белорусские сказки
Сказочный жанр остается очень востребованным и в современное время. Например, в издательстве «Мастацкая літаратура» ежегодно выходят сборники белорусских авторских сказок («Один кот и один год», «Невеста для Базиля», «Звездная Кася» и другие), пользующиеся неизменным спросом.
С учётом того, что современные дети живут в иных реалиях, чем их сверстники в былые времена, современная сказка насыщается атрибутами сегодняшнего дня. Например, у Анатолия Бутевича есть сказка «Приключения Вируса Вреди» про компьютерный вирус. Сказки Раисы Боровиковой «Сказки астронавта: космические путешествия белоруса» и «Сказочные повести о приключениях межпланетного Пожарного и других мамыриков» также написаны в расчете на современных детей.

## Проект «Белорусские народные сказки для деток»
17 ноября 2010 года в галерее Национальной библиотеки состоялась презентация книги «Народные сказки для деток». Найденные в различных регионах Республики Беларусь Олегом Хоменко старинные белорусские сказки были безвозмездно переданы в ЮНИСЕФ.

## Список сказок

### О животных
- Дятел, лиса и ворона
- Зайчики
- Лев и волк
- Лисица-хитрица
- Как курочка петушка спасла
- Былинка и воробей
- Котик, петушок и лиса
- Почему барсук и лиса в норах живут
- Лёгкий хлеб
- Как кот зверей напугал
- Воробей и мышь
- Курочка — рябка
- Муха — певуха
- Волк и волчица
- Не силой, а умом
- Коза — обманщица
- Котик — золотой лобик
- Собака и волк
- Крестьянин, медведь и лиса
- Человек и козы
- Жерновки
- Собака — охотник
- Сказка про быка и его друзей
- Как лиса волка судила
- Старый конь
- Лиса и дрозд
- Почему волки звонка боятся
- Кот Максим

### Волшебные
- Синяя свита навыворот шита
- Два мороза
- Трем-сын Безымянный
- Отдай то, что дома не оставил
- Ох и золотая табакерка
- Из рога всего много
- Волшебная дудка
- Фёдор Набилкин и настоящие богатыри
- Андрей всех мудрей
- Котик — золотой лобик
- Иван Утреник
- Золотая яблонька
- Золотая птица
- Отцов дар
- Как Иван чертей перехитрил
- Жадный богатей
- Пилипка-сынок
- Сынок-с-кулачок
- Алёнка
- Покатигорошек
- Как Василь змея одолел
- Вдовий сын
- Музыкант-чародей
- Солдат Иванка
- Откуда пошли паны на Полесье
- Черт-вор
- Про попа Кирилу и его работника Гаврилу
- Медведь

### Бытовые сказки, рассказы и анекдоты
- Бабка-шептуха
- Как ксендзы вылечились
- Разумная дочь
- Пан и сказочник
- Потерянное слово
- Старый отец
- Полещуки и Полевики
- Как мужик царского генерала проучил
- Краденым сыт не будешь
- Пану наука
- Страшная закрутка
- Муж и жена
- Мена
- Как Степка с паном говорил
- Неучтивый сын
- Глупая пани и «разумный» пан
- Петрушка
- Стрелок и рыбак
- Докучливые гости
- Замыкай
- Два камня
- Слепой, глухой и безногий
- Настоящий дурень
- Дело не в силе, а в смелости
- Поп и дьяк
- Писарь — обманщик
- Кулак и батрак
- Поганый пан
- Завистливый дядя
- Самый мудрый
- Как пана поздравляли
- Людей слушай, а своим умом живи
- Рыжий и лысый
- Хвост и грива
- Святой дух
- Была ли у попа голова
- Цыган и поп
- Забыл прозвище
- Догадливый хозяин
- Не мои ноги
- Переучил
- Приправа к мясу